# (34882) 2001 UK66
2001 UK66 (asteroide 34882) é um asteroide da cintura principal. Possui uma excentricidade de 0.14213120 e uma inclinação de 5.37209º.
Este asteroide foi descoberto no dia 18 de outubro de 2001 por LINEAR em Socorro.